# 9 (álbum de Damien Rice)
9 é o segundo álbum do cantor e compositor irlandês Damien Rice. Acompanhado pelos músicos que estiveram envolvidos em O, o trabalho mantém a mesma linha do primeiro, com a presença do violoncelo de Vyvienne Long e os vocais de Lisa Hannigan.

## Faixas
Todas as faixas escritas e compostas por Damien Rice. 
| CD             |                                          |         |  |
| N.º            | Título                                   | Duração |  |
| 1.             | "9 Crimes"                               | 3:39    |  |
| 2.             | "The Animals Were Gone"                  | 4:39    |  |
| 3.             | "Elephant"                               | 5:41    |  |
| 4.             | "Rootless Tree"                          | 5:57    |  |
| 5.             | "Dogs"                                   | 4:11    |  |
| 6.             | "Coconut Skins"                          | 3:45    |  |
| 7.             | "Me, My Yoke + I"                        | 5:57    |  |
| 8.             | "Grey Room"                              | 5:43    |  |
| 9.             | "Accidental Babies"                      | 6:34    |  |
| 10.            | "Sleep Don't Weep"                       | 21:54   |  |
| 11.            | "The Rat Within the Grain" (faixa bônus) | 2:54    |  |
| Duração total: | Duração total:                           | 67:41   |  |

| Críticas profissionais | Críticas profissionais |
| Avaliações da crítica  | Avaliações da crítica  |
| Fonte                  | Avaliação              |
| ---------------------- | ---------------------- |
| AllMusic               | [ 3 ]                  |
| The Guardian           | [ 4 ]                  |
| The Independent        | [ 5 ]                  |
| Slant Magazine         | [ 6 ]                  |